# 琼结县
琼结县（藏語：འཕྱོངས་རྒྱས་རྫོང，威利转写：'phyongs rgyas rdzong，藏语拼音：Qonggyai）是中华人民共和国西藏自治区山南市下属的一个县。藏语原意是“房角悬起多层”。常住人口約2万人，县人民政府驻琼结镇。

## 行政区划
琼结县下辖1个镇、3个乡：
琼结镇、加麻乡、下水乡和拉玉乡。

## 人口民族
根據第七次人口普查數據，截至2020年11月1日零時，瓊結縣常住人口為15199人。